# Europese kampioenschappen veldrijden 2013
De Europese kampioenschappen veldrijden 2013 was de elfde editie van de Europese kampioenschappen veldrijden georganiseerd door de UEC. Het kampioenschap vond plaats op 3 november 2013 in het Tsjechische Mladá Boleslav. Naast de traditionele races voor vrouwen elite, mannen beloften en mannen junioren stond voor het eerst ook een race voor vrouwen beloften (onder 23) op het programma.
Het kampioenschap bestond uit de volgende categorieën:
|                                     |                    |
| • Vrouwen elite (23 jaar en ouder)  | 0000 1991 en ouder |
| • Vrouwen beloften (17 t/m 22 jaar) | 0000 1992 - 1997   |
|                                     |                    |
| • Mannen beloften (19 t/m 22 jaar)  | 0000 1992 - 1995   |
| • Jongens junioren (17 t/m 18 jaar) | 0000 1996 - 1997   |

## Programma
Alle tijden zijn lokaal (UTC+1).
| Datum                  | Tijd          | Categorie        |
| ---------------------- | ------------- | ---------------- |
| Zondag 3 november 2013 | 09:30 - 10:25 | Vrouwen beloften |
| Zondag 3 november 2013 | 11:00 - 11:55 | Jongens junioren |
| Zondag 3 november 2013 | 13:15 - 14:10 | Vrouwen elite    |
| Zondag 3 november 2013 | 15:00 - 16:05 | Mannen beloften  |

## Medailleoverzicht
| Categorie        | Goud                   | Goud   | Zilver               | Zilver | Brons                 | Brons  |
| Mannen           | Mannen                 | Mannen | Mannen               | Mannen | Mannen                | Mannen |
| ---------------- | ---------------------- | ------ | -------------------- | ------ | --------------------- | ------ |
| Mannen beloften  | Michael Vanthourenhout |        | Mathieu van der Poel |        | Gianni Vermeersch     |        |
| Jongens junioren | Yannick Peeters        |        | Adam Toupalik        |        | Yan Gras              |        |
| Vrouwen          |                        |        |                      |        |                       |        |
| Vrouwen elite    | Helen Wyman            |        | Nikki Harris         |        | Lucie Chainel-Lefèvre |        |
| Vrouwen beloften | Annefleur Kalvenhaar   |        | Sabrina Stultiens    |        | Alice Arzuffi         |        |

## Resultaten

### Vrouwen elite
| №      | Naam                  | Land |
| ------ | --------------------- | ---- |
| Goud   | Helen Wyman           | GBR  |
| Zilver | Nikki Harris          | GBR  |
| Brons  | Lucie Chainel-Lefèvre | FRA  |
| 4      | Sophie de Boer        | NED  |
| 5      | Ellen Van Loy         | BEL  |
| 6      | Sanne Cant            | BEL  |
| 7      | Gabriella Durrin      | GBR  |
| 8      | Pavla Havlíková       | CZE  |
| 9      | Karla Stepanova       | CZE  |
| 10     | Lisa Heckmann         | GER  |

### Vrouwen beloften
| №      | Naam                 | Land |
| ------ | -------------------- | ---- |
| Goud   | Annefleur Kalvenhaar | NED  |
| Zilver | Sabrina Stultiens    | NED  |
| Brons  | Alice Arzuffi        | ITA  |
| 4      | Elena Valentini      | ITA  |
| 5      | Martina Mikulášková  | CZE  |
| 6      | Yara Kastelijn       | NED  |
| 7      | Laura Verdonschot    | BEL  |
| 8      | Chiara Teocchi       | ITA  |
| 9      | Nikola Nosková       | CZE  |
| 10     | Lotte Eikelenboom    | NED  |

### Mannen beloften
| №      | Naam                   | Land |
| ------ | ---------------------- | ---- |
| Goud   | Michael Vanthourenhout | BEL  |
| Zilver | Mathieu van der Poel   | NED  |
| Brons  | Gianni Vermeersch      | BEL  |
| 4      | Wout van Aert          | BEL  |
| 5      | Laurens Sweeck         | BEL  |
| 6      | Jens Vandekinderen     | BEL  |
| 7      | Tim Merlier            | BEL  |
| 8      | Fabien Doubey          | FRA  |
| 9      | Jens Adams             | BEL  |
| 10     | David Menut            | FRA  |

### Jongens junioren
| №      | Naam             | Land |
| ------ | ---------------- | ---- |
| Goud   | Yannick Peeters  | BEL  |
| Zilver | Adam Toupalik    | CZE  |
| Brons  | Yan Gras         | FRA  |
| 4      | Lucas Dubau      | FRA  |
| 5      | Kobe Goossens    | BEL  |
| 6      | Eli Iserbyt      | BEL  |
| 7      | Johan Jacobs     | SUI  |
| 8      | Jelle Schuermans | BEL  |
| 9      | Stijn Caluwe     | BEL  |
| 10     | Sebastien Havot  | FRA  |

## Medaillespiegel
| Plaats | Land                | Goud | Zilver | Brons | Totaal |
| 1      | België              | 2    | 0      | 1     | 3      |
| 2      | Nederland           | 1    | 2      | 1     | 4      |
| 3      | Verenigd Koninkrijk | 1    | 1      | 0     | 2      |
| 4      | Tsjechië            | 0    | 1      | 0     | 1      |
| 5      | Frankrijk           | 0    | 0      | 2     | 2      |
| 6      | Italië              | 0    | 0      | 1     | 1      |
| Totaal | Totaal              | 4    | 4      | 4     | 12     |

## Reglementen

### Landenquota
Nationale federaties mochten per categorie het volgende aantal deelnemers inschrijven:
- 12 rijders + 2 reserve rijders

Daarnaast ontvingen de uittredend Europese kampioenen een persoonlijke startplaats, mits zij nog startgerechtigd waren in de betreffende categorie.

### Prijzengeld
In onderstaande tabel vindt u de verdeling van het prijzengeld per categorie:
| Pos.   | Vrouwen elite | Mannen U23 | Vrouwen U23 | Jongens junioren |
| ------ | ------------- | ---------- | ----------- | ---------------- |
| 1.     | € 185         | € 175      | € 150       | € 150            |
| 2.     | € 130         | € 120      | € 100       | € 100            |
| 3.     | € 100         | € 90       | € 70        | € 70             |
| 4.     | € 80          | € 70       | € 60        | € 60             |
| 5.     | € 70          | € 60       | € 50        | € 50             |
| 6.     | € 60          | € 50       | € 50        | € 50             |
| 7.     | € 60          | € 50       | € 50        | € 50             |
| 8.     | € 60          | € 50       | € 40        | € 40             |
| 9.     | € 60          | € 50       | € 40        | € 40             |
| 10.    | € 60          | € 50       | € 40        | € 40             |
| 11.    | € 30          | € 30       | € 30        | € 30             |
| 12.    | € 30          | € 30       | € 30        | € 30             |
| Totaal | € 925         | € 825      | € 710       | € 710            |

Kampioenschappen:  Wereldkampioenschappen · 
 Europese kampioenschappen · 
 Belgische kampioenschappen · 
 Nederlandse kampioenschappen
Klassementen:  Wereldbeker · 
 Superprestige · 
 Bpost bank trofee ·
 TOI TOI Cup ·
 Challenge national
Overig:  Soudal Classics
2003 · 
2004 · 
2005 · 
2006 · 
2007 · 
2008 · 
2009 · 
2010 · 
2011 · 
2012 · 
2013 · 
2014 · 
2015 · 
2016 · 
2017 · 
2018 · 
2019 · 
2020 · 
2021 ·
2022 ·
2023 ·
2024 ·
2025 ·
2026